# Spawn of Possession
Spawn of Possession (МФА: [spɔːn ɒv pəˈzeʃən]; рус. «Порождение одержимости») — шведская метал-группа, основанная в 1997 году. В 2000 году коллектив исполнял музыку в стилистике техничного дэт-метала с влиянием брутал-дэта, а начиная с 2006 года группа несколько изменила стиль, привнеся в музыку больше элементов из прогрессивного метала и неоклассики.

## Название
Название «Spawn of Possession» возникло между 1996 и 1997-м годами. Идея принадлежит гитаристу группы, Йонасу Карлссону, когда он использовал слово «spawn» (икра) в значении отродье, которое в сочетании со словом «possession», стало означать демоническую одержимость, то есть отродье или порождение одержимости. Первый альбом группы был как раз был посвящён одержимости, экзорцизму и т. п., однако подобное толкование слова, по утверждению группы, имеет смысл только для того, чтобы использовать его в качестве названия.

## История

### Формирование и первые демо-альбомы
Группа «Spawn of Possession» была образована в феврале 1997 года гитаристами Йонасом Брисслингом и Йонасом Карлссоном, а также ударником Деннисом Рёндумом.
Спустя три года группа записала свой первый демо-альбом (The Forbidden), состоящий из четырёх треков. Сразу после его выпуска к группе присоединился бас-гитарист Ник Деверуд, чтобы записать недостающие бас-партии. Год спустя группа отправилась в студию для записи второго демо, (Church of Deviance), состоящую из новых трёх треков, а в декабре 2001 года коллектив подписывает контракт с лейблом «Unique Leader Records», который принадлежит дэт-метал-группе «Deeds of Flesh».

### Cabinet
Группа работала над новым материалом в течение следующих шести месяцев и в июне 2002 года музыканты приступили к записи своего дебютного альбома (Cabinet). Группа завершила запись в студии Pama Studios вместе с продюсером и инженером Магнусом Седенбергом, с которым они работали со времен первой записи и выпустили Cabinet.
В поддержку альбома, они гастролировали по Европе в течение четырех недель, вместе с такими группами, как Disavowed, Vile, Inhume, and Mangled. Вскоре после этого последовал шестинедельный тур по Северной Америке вместе с группами, которые выпускались под «Unique Leader Records» (Severed Savior, Pyaemia и Gorgasm).
После возвращения из США «Spawn of Possession» приняла участие в еще одном Европейском туре, вместе с уже известными группами Cannibal Corpse, Hypocrisy, Kataklysm, Exhumed, Vomitory и Carpathian Forest.

### Noctambulant
Начиная с осени 2004 года, «Spawn of Possession» приступают к работе над новым материалом. В середине сентября группа присоединяется к Cannibal Corpse в поддержку тура по всей Скандинавии, Прибалтике и Восточной Европе. Преемником дебютного альбома становится диск Noctambulant, выпущенный в июле 2006 года на лейбле звукозаписи Neurotic Records. Треки с этого альбома продемонстрировали больший уклон группы в сторону прогрессивного метала с влиянием неоклассики. Деннис Рёндум назвал альбом более техничным и безумным, чем дебютник, отметив, что многим людям не легко будет понять этот альбом с первого раза.
В июне 2009 года Йонас Брисслинг объявил, что Мэттью Мел (экс-участник австралийской группы Psycroptic) и Кристиан Мюнцнер (экс-участник немецких групп Obscura и Necrophagist) присоединились к группе. Брисслинг назвал музыкантов «очень талантливыми и компетентными». В том же году норвежский басист Эрленд Касперсен (участник групп Blood Red Throne и The Allseeing I), известный достаточно высокой техникой игры, также присоединился к группе для записи третьего полноформатного альбома.

### Incurso
13 марта 2012 года, с тремя новыми членами, «Spawn of Possession» выпускает третий альбом (Incurso), который был высоко оценен поклонниками и получил очень позитивные отзывы от музыкальных критиков. Этот релиз показал ещё больший уклон творчества группы в сторону техничности и некоторых неоклассических элементов.
Альбом часто называют «одним из самых влиятельных в современном прогрессивном дэт-метале», наряду с такими альбомами, как Epitaph группы Necrophagist и Cosmogenesis группы Obscura. Примечательно, что в записи всех упомянутых трех альбомов принимал участие Кристиан Мюнцнер.

## Тематика текстов песен
Раннее творчество группы характеризовалось мрачными текстами песен про тьму, зло, смерть, экзорцизм, одержимость и демонов. Заглавная инструментальная композиция с альбома Cabinet называется Lamashtu (Ламашту — женщина-демон из шумеро-аккадской мифологии). Позднее творчество характеризуется бо́льшим использованием различных символов, тем воспоминания, безумия и греховности в текстах

## Влияния
«Spawn of Possession» находятся под влиянием многих музыкантов, в основном различных метал-групп (Death, Monstrosity, Nocturnus, Morbid Angel, Suffocation, Cannibal Corpse, Gorguts, Dismember, Edge of Sanity, Carcass) и представителей классической музыки (Иоганн Себастьян Бах, Сильвиус Вайс и Дмитрий Шостакович).

## Дискография
Студийные альбомы
- Cabinet (2003)
- Noctambulant (2006)
- Incurso (2012)

Демо-альбомы
- The Forbidden (2000)
- Church of Deviance (2001)

## Состав группы

### Состав на момент распада
- Йонас Брисслинг — гитара (1997 — 2017)
- Денис Рёндум — барабаны (1997—2006), вокал (1997—2006, 2010—2017)
- Эрленд Касперсен — бас-гитара (2007 — 2017)
- Кристиан Мюнцнер — гитара (2009 — 2017)
- Хенрик Шёнстрём — барабаны (2010 — 2017)

### Бывшие участники
- Йонас Карлссон — гитара (1997—2008)
- Никлас Дэверуд — бас-гитара (2000—2007)
- Йонас Ренвактар — вокал (2002—2009)
- Рихард Шилл — барабаны (2009—2010)
- Мэттью Чалк — вокал (2009—2010)